# 越前龍馬
越前龍馬（Echizen Ryōma）是許斐剛創作的日本漫畫《網球王子》的主角。越前龍馬是位12歲的網球神童，在美國連續四次贏得青少年網球錦標賽。他的父親越前南次郎是前職業網球員，外號「武士南次郎」。在父親的要求下，龍馬回到日本，就讀以網球校隊聞名的私立中學青春學園（青學）。龍馬的個性高傲自大，經常和高年級學生發生衝突，並經常在球賽中惹怒他的對手。儘管如此，他還是加入校隊並和他們一起以全國大賽為目標。龍馬的球技最初是承襲父親，後來他找到自己的風格。除了漫畫，龍馬也出現在《網球王子》的各種改編動畫、音樂劇、電子遊戲、電影、原聲帶之中。龍馬在讀者中極受歡迎，他在人氣投票中始終穩居前四名，其中兩次排名第一，其肖像也出現在鑰匙圈、服裝等大量周邊產品中。
相較於越前龍馬的高人氣，他的角色性格獲得褒貶不一的評價，尤其他的性格受到嚴厲批評。動畫新聞網和DVDTalk的評論都認為龍馬的自大和倨傲很難讓人喜歡，他們也都認為龍馬的球技堅強，但他們也在評論中表示，這會使「讀者難以和龍馬產生共鳴」，而且讓比賽顯得不夠緊張。然而動畫新聞網的評論認為，該作品的看點之一是龍馬擊敗對手的方式十分多變，IGN的傑佛瑞·哈里斯評道，儘管龍馬最初的形象僵硬而冷酷，但隨故事進展，他也慢慢卸下心防。

## 迴響
根據《週刊少年Jump》舉辦的作品內角色人氣投票，龍馬贏得第一次和第三次的人氣投票，在第二次投票中排名第二，第四次投票中排名第三。此外，由於龍馬是作品主角，他的角色原聲帶數量也是所有角色中最多的。有許多周邊商品上都有龍馬的形象，包括鑰匙圈、衣服、馬克杯。日本電信電話的用戶將龍馬評選為第15喜愛的黑髮男性動畫角色。
動畫新聞網對漫畫第一集的評論中指出「龍馬的能力並沒有很大的進步空間」、「讀者難以和他產生共鳴」，而且龍馬的性格「給人冷硬、難以親近的印象」，不過也稱讚該集的亮點是龍馬以各種方式讓他的對手在網球場上吃鱉。而同網站的評論也對DVD第一集有類似的評價，認為龍馬的球技高超，讓比賽沒有緊張感，而且龍馬的個性太過傲慢、內斂和直率，所以很難被喜歡。DVD Talk的約翰·西諾特（John Sinott）亦抱持相同觀點，他提到儘管龍馬的強悍球技足以使他表現出這般強勢的態度，但還是過於自大、難以使人喜歡。他在對接下來兩集的DVD評論中評道，龍馬超乎常人的球技反而構成他享受比賽的阻礙，而MangaLife的帕克·庫柏（Park Cooper）也對龍馬不自然的能力大感詫異。然而Mania的克里斯·貝佛里奇（Chris Beveridge）認為龍馬沒有表現得太過分，不過仍提到該角色「過於自信」、並評道「龍馬身為一個見過世面的人，有時候發揮了很好的作用」。IGN的傑佛瑞·哈里斯（Jeffrey Harris）同樣認為龍馬是「相當僵硬而冷酷的角色」，但他相信龍馬會逐漸對朋友卸下心防。《Complex》的吉安·達利安（Jian DeLeon）將龍馬列入「25個最有型的動畫角色」中的第19名。